# Streptococcus equinus
Streptococcus equinus (früher als Streptococcus bovis bezeichnet) ist eine Bakterienart aus der Gattung Streptococcus (eingedeutscht: Streptokokken). Es handelt sich um grampositive Bakterien, die Zellen sind fakultativ anaerob, sie können mit und ohne Sauerstoff leben. Streptococcus equinus löst in den meisten Fällen beim Menschen keine Erkrankungen aus, ist in seltenen Fällen jedoch als Krankheitserreger beschrieben worden, unter anderem beim Auftreten von Septikämien (Blutvergiftungen). Er kommt im Darm oder im Kot von Pferden, Rindern und Menschen vor.
Die Taxonomie von Streptococcus equinus und Streptococcus bovis hat sich seit den 1980er Jahren häufig geändert. Ursprünglich waren sie als zwei unterschiedliche Arten bekannt. Im Laufe der Zeit wurden weitere, ähnliche Bakterien erforscht, die teilweise als eigene Spezies beschrieben worden sind, obwohl sie große Ähnlichkeit mit den genannten Arten aufweisen. Erst zu Beginn des 21. Jahrhunderts wurde als Folge von phylogenetischen Untersuchungen die Klassifikation dieser in der sogenannten S. bovis/S. equinus-Gruppe enthaltenen Bakterienstämme geändert. Es wurde festgelegt, dass S. equinus die korrekte Bezeichnung ist und S. bovis ein später entstandenes Synonym darstellt.

## Merkmale

### Erscheinungsbild
Die Zellen von Streptococcus equinus sind kokkenförmig und liegen in Paaren oder zu kurzen Ketten angeordnet vor. Streptococcus equinus bildet, wie alle Arten der Gattung, keine Endosporen. Die Art kann sich nicht durch eigene Kraft bewegen, ist also nicht motil. Die Gram-Färbung verläuft positiv.
Auf festen Nährböden wachsen die Zellen nach Inkubation über 18 Stunden bei 37 °C zu kleinen, weißen Kolonien heran. Diese sind in der Aufsicht rund geformt mit einem klar definierten Rand und erscheinen glänzend. Auf Blutagar zeigen einige Bakterienstämme eine α-Hämolyse, die sich durch Grünfärbung des Blutes erkennen lässt. Allerdings ist das Hämolyse-Verhalten nicht einheitlich, andere Stämme sind γ-hämolysierend, sie führen keine Hämolyse durch.

### Wachstum und Stoffwechsel
Der Stoff- und Energiewechsel von Streptococcus equinus ist chemo-heterotroph. Die Art kann sich in Anwesenheit und Abwesenheit von Sauerstoff vermehren, der Stoffwechsel ist somit fakultativ anaerob. Das Wachstum erfolgt optimal, wenn der Sauerstoffgehalt reduziert ist. Für die Kultivierung wird häufig eine mit Kohlenstoffdioxid angereicherte Atmosphäre verwendet, mit 5–10 % CO2. Die zur Kultivierung üblicherweise verwendeten Temperaturen liegen im Bereich von 35–37 °C, somit zählt das Bakterium zu den mesophilen Organismen. Die Kultivierung gelingt optimal auf Trypton-Soja-Agar (TSA) mit einem Zusatz von Hefeextrakt bei einem pH-Wert im neutralen Bereich und einer Temperatur von 37 °C. S. equinus ist tolerant gegenüber Gallensalzen und wächst noch in einem Nährmedium, das 40 % Gallensalze enthält. Auch gegenüber Natriumchlorid (Kochsalz) verhält er sich mäßig tolerant, in einem Nährmedium mit 6,5 % NaCl erfolgt jedoch kein Wachstum mehr.
S. equinus gehört zu den Milchsäurebakterien und kann in einer Fermentation verschiedene Kohlenhydrate zur Energiegewinnung verwerten. Kennzeichen einer Fermentation (Gärung) ist, dass die Substrate ohne Sauerstoff abgebaut werden. Das für Milchsäurebakterien typische Produkt bei der Fermentation ist die Milchsäure, folglich wird dieser Stoffwechselweg als Milchsäuregärung bezeichnet. Er ist in der Lage, die Monosaccharide Glucose und Fructose sowie die Disaccharide Maltose und Saccharose unter Säurebildung zu verwerten, während dies bei den Zuckeralkoholen Sorbitol und Mannitol nicht der Fall ist.
Weitere biochemische Merkmale oder Enzyme im Stoffwechsel werden im Rahmen einer „Bunten Reihe“ nachgewiesen, um ein Bakterium zu identifizieren. S. equinus verhält sich negativ im Katalase- und Oxidase-Test. Er verfügt über das Enzym β-Glucosidase. Er besitzt jedoch nicht das Enzym Urease, um Harnstoff zu verwerten. Außerdem ist das Enzym Arginindihydrolase (EC 3.5.3.6) nicht vorhanden, so dass keine Abspaltung von Ammoniak aus der Aminosäure Arginin erfolgt. Der Voges-Proskauer-Test verläuft positiv, es wird also Acetoin gebildet. Ebenfalls ist er zur Äskulinhydrolyse fähig. Er ist resistent gegen Bacitracin und verhält sich resistent im Optochin-Test.
Bis zur Festlegung, dass es sich bei S. bovis und S. equinus um die gleiche Spezies handelt (siehe Abschnitt Systematik), war ihre Unterscheidung anhand phänotypischer Merkmale schwierig. Einige wenige Unterscheidungsmerkmale waren der fermentative Abbau von Lactose unter Säurebildung (positiv bzw. negativ) oder von Trehalose (negativ bzw. positiv) sowie die Fähigkeit zur Hydrolyse von Stärke (positiv bzw. negativ).

### Chemotaxonomie
Zur Unterteilung der Streptokokken werden das Hämolyseverhalten und vorhandene Antigene beurteilt. Für die β-hämolysierenden Streptokokken hat sich die serologische Untersuchung mit Hilfe der Lancefield-Einteilung bewährt. Hierbei werden Antigene, die Bestandteil der Bakterienzellwand sind, nachgewiesen. Diese Klassifikation wurde zum Teil auch auf andere Streptococcus-Arten ausgeweitet, sofern sie über entsprechende Antigene verfügen. Streptococcus equinus gehört zur Lancefield-Gruppe D, zu der auch einige Enterococcus-Arten gezählt werden. Als Antigen wirken hier die Teichonsäuren.

### Genetik
Das Genom des Typusstammes Streptococcus equinus ATCC 9812 wurde im Jahr 2011 vollständig sequenziert. Die Untersuchung erfolgte im Rahmen des Human Microbiome Projects zur Identifizierung und Charakterisierung des menschlichen Mikrobioms. Der verwendete Bakterienstamm wurde aus dem Darm eines Menschen isoliert. Bisher (Stand 2014) wurden 10 weitere Bakterienstämme genetisch untersucht, darunter auch Stämme, die ursprünglich Streptococcus bovis zugeordnet waren. Die Genomgröße des Stammes S. equinus ATCC 700338 (früher als S. bovis ATCC 700338 bezeichnet) beträgt 2051 Kilobasenpaare (kb), dies entspricht etwa 45 % der Genomgröße von Escherichia coli. Es sind 2088 Proteine annotiert. Das Ergebnis der Sequenzierung zeigt einen GC-Gehalt (den Anteil der Nukleinbasen Guanin und Cytosin) in der Bakterien-DNA von 37,2 Molprozent, der GC-Gehalt für den Typusstamm liegt ebenfalls bei 37 Molprozent. Dies ist vergleichbar mit den anderen Streptococcus-Arten, deren GC-Gehalt in der DNA zwischen 34 und 46 Molprozent liegt.
Für phylogenetische Untersuchungen wurden außerdem die Nukleotide der 16S rRNA bestimmt, ein für Prokaryoten typischer Vertreter der ribosomalen RNA. Dies führte 2001 zu einer ersten Unterteilung der Streptococcus bovis/S. equinus-Gruppe in die damals als S. bovis, S. caprinus, S. equinus, S. gallolyticus, S. infantarius und S. macedonicus bezeichneten Arten. Dabei wurde bereits die große Ähnlichkeit der Nukleotidsequenzen der 16S rRNA (> 97 %) beschrieben, was aber auch bei anderen, nah verwandten Streptococcus-Arten der Fall ist. Zur besseren Unterscheidung wurde deshalb ein bestimmtes Gen in der DNA als Zielsequenz ausgewählt und mit Hilfe der Polymerase-Kettenreaktion (PCR) untersucht. Es handelt sich um das sodA-Gen, das für die Mangan-abhängige Superoxiddismutase (Mn-SOD) codiert. Die Ergebnisse zeigen eine sehr große Übereinstimmung zwischen S. bovis und S. equinus, die gemeinsam dem Cluster C zugeordnet wurden, die Divergenz beträgt weniger als 1 %. Bestätigt wird dies mit den Resultaten der DNA-DNA-Hybridisierung, die eine Übereinstimmung von > 90 % zeigen, während die Übereinstimmung mit Stämmen der anderen Cluster < 53 % beträgt.

### Pathogenität
Streptococcus equinus wird durch die Biostoffverordnung in Verbindung mit der TRBA (Technische Regeln für Biologische Arbeitsstoffe) 466 der Risikogruppe 2 zugeordnet. Außerdem findet sich der Hinweis, dass er pathogen für Menschen und Wirbeltiere ist, dass es aber normalerweise nicht zu einer Übertragung zwischen beiden Wirtsgruppen kommt.

## Vorkommen
Streptococcus bovis wurde als normaler Bestandteil der Darmflora von Rindern und anderen Wiederkäuern angesehen. Darauf verweist auch der Artname, bovis aus dem Lateinischen bedeutet „des Rindes“ (Genitiv). Streptococcus equinus wiederum wurde als üblicher Bestandteil der Darmflora von Pferden charakterisiert, mehrere Stämme wurden aus den Fäzes von Pferden isoliert. Auch in diesem Fall verweist der Artname auf das Habitat, lateinisch equinus bedeutet „den Pferden zugehörig“. Im Laufe der Zeit wurden auch Isolate von Menschen gewonnen, die als S. bovis bestimmt wurden, wobei die Identifizierung in den 1970er Jahren aus heutiger Sicht als nicht zuverlässig angesehen werden muss. Dazu kommt, dass in der medizinischen Literatur damals nicht zwischen den bereits unterschiedenen, als Biotypen bezeichneten Gruppen differenziert wurde, so dass es sich bei einem Teil der als S. bovis Biotyp II identifizierten Stämme nach aktuellen Kenntnisstand um andere Streptococcus-Arten handelt, vor allem um S. gallolyticus. Bakterienstämme, die der nach aktueller Nomenklatur als Streptococcus equinus bezeichneten Art angehören, wurden demnach überwiegend aus dem Darm oder dem Kot von Rindern, Pferden und Menschen isoliert.

## Systematik
Früher war für das Bakterium neben der Bezeichnung Streptococcus equinus Andrewes & Horder 1906 auch die Nomenklatur als Streptococcus bovis Orla-Jensen 1919 geläufig. Bereits in den 1950er Jahren wurde über Schwierigkeiten berichtet, die beiden damals als eigene Arten geführten Bakterien zu unterscheiden. Die im Laufe der Zeit eingeführten genetischen und biochemischen Untersuchungsmethoden bestätigten die Ähnlichkeit. 1984 ergaben Untersuchungen an den Typusstämmen der beiden Arten eine enge Verwandtschaft, so dass vorgeschlagen wurde, sie zu einer Art zusammenzufassen. Darauf folgende genetische Untersuchungen (siehe Abschnitt Genetik) von 2002 bestätigten dies. Schon zuvor waren ähnliche Bakterienstämme beschrieben worden, die teilweise als eigene Spezies klassifiziert wurden, die aber ebenfalls eine große Ähnlichkeit in phänotypischen Merkmalen mit S. bovis und S. equinus aufwiesen. Über einen gewissen Zeitraum wurde diese nicht eindeutige Taxonomie insofern berücksichtigt, dass in der Fachliteratur der Begriff S. bovis/S. equinus-Komplex bzw. -Gruppe verwendet wurde. Zusätzliche Schwierigkeiten für die Taxonomie ergaben sich aus der Beschreibung von Stämmen, die überwiegend klinischen Ursprungs waren, und als S. bovis Biotyp II oder S. bovis (var.) bezeichnet wurden. 2002 wurden die damals als S. alactolyticus, S. bovis, S. caprinus, S. equinus, S. gallolyticus, S. infantarius, S. macedonicus, S. pasteurianus und S. waius bezeichneten Arten zu dem Komplex gezählt. Obwohl sie sich auch in genotypischen Merkmalen ähnelten, zeigten phylogenetische Untersuchungen, dass es sich zum Teil um eigene Spezies, in anderen Fällen um Subspezies und schließlich in anderen Fällen um Angehörige der gleichen Art handelt.
Auf einer Sitzung der für die Nomenklatur und Systematik der Prokaryoten zuständigen Kommission (International Committee on Systematics of Prokaryotes) wurde daraufhin im Juli 2002 festgelegt, dass S. bovis ein jüngeres Synonym für Streptococcus equinus ist. Im Mai 2003 erfolgte die Veröffentlichung. Der bisherige Name wird als Synonym geführt. Ein weiteres Ergebnis der Sitzung war die Etablierung mehrerer Arten und Unterarten, die jedoch teilweise, nach weiteren phylogenetischen Untersuchungen, wieder anders klassifiziert wurden. Nach aktuellem Stand (2014) kennt man folgende Spezies und Subspezies, die früher dem S. bovis/S. equinus-Komplex zugerechnet wurden:
- Streptococcus alactolyticus Farrow et al. 1985 (älteres Synonym von S. intestinalis Robinson et al. 1988)
- Streptococcus equinus Andrewes & Horder 1906 (älteres Synonym von S. bovis Orla-Jensen 1919)
- Streptococcus gallolyticus Osawa et al. 1996 (älteres Synonym von S. caprinus Brooker et al. 1996)
  - S. gallolyticus subsp. gallolyticus (Osawa et al. 1996) Schlegel et al. 2003 emend. Beck et al. 2008
  - S. gallolyticus subsp. macedonicus (Tsakalidou et al. 1998) Schlegel et al. 2003 (vorher als S. macedonicus Tsakalidou et al. 1998 bezeichnet, älteres Synonym von S. waius Flint et al. 1999)
  - S. gallolyticus subsp. pasteurianus (Poyart et al. 2002) Schlegel et al. 2003 emend. Beck et al. 2008 (vorher als S. pasteurianus Poyart et al. 2002 bezeichnet)
- Streptococcus infantarius Schlegel et al. 2000
- Streptococcus lutetiensis Poyart et al. 2002 (vorher als S. infantarius subsp. coli Schlegel et al. 2003 bezeichnet)

## Medizinische Bedeutung

### Humanmedizin
Bei der Bewertung der Pathogenität für den Menschen ist die veränderte Systematik von großer Bedeutung. Wie bereits beschrieben, zeigte sich bereits in den 1980er Jahren, dass die damals als S. bovis bezeichneten klinischen Isolate einem anderen Biotyp angehören, der zunächst als S. bovis Biotyp II oder S. bovis (var.) bezeichnet wurde. Diese Unterscheidung wurde in der medizinischen Literatur häufig nicht aufgenommen, sondern die Krankheitserreger lediglich als S. bovis bezeichnet. Nach aktuellen Kenntnisstand handelt es sich bei diesen Isolaten um andere Streptococcus-Arten, vor allem um S. gallolyticus und seine Unterarten. Die seit 2002 festgelegte neue Systematik wird in der medizinischen Literatur selten beachtet. Andererseits gibt es auch Literaturquellen, in denen auf die veränderte Systematik aufmerksam gemacht und erklärt wird, dass Krankheitserreger, die ehemals als S. bovis identifiziert wurden, nun anderen Spezies angehören, insbesondere S. gallolyticus.
Folgendes Beispiel soll die Auswirkungen verdeutlichen: In einem 1997 gemeldeten Fall von septischer Arthritis wurde S. bovis als Erreger identifiziert und dies durch den genetischen Vergleich mit anderen, aus menschlichem Blut isolierten Stämmen bestätigt. Bei den als sehr ähnlich bezeichneten Stämmen handelt es sich um die in der Sammlung von Mikroorganismen in den USA hinterlegten Bakterienstämme ATCC 43143 bzw. ATCC 43144. Nach aktueller Systematik handelt es sich bei diesen Stämmen aber nicht um S. bovis, sondern um S. gallolyticus subsp. gallolyticus bzw. S. gallolyticus subsp. pasteurianus. Dies ist zwar mit dem aktuellen Kenntnisstand nachzuvollziehen, wenn man jedoch nur den medizinischen Fachartikel als Quelle kennt, erhält man den Eindruck, S. bovis bzw. S. equinus wäre der beschriebene Krankheitserreger.
Es ist also davon auszugehen, dass S. equinus in den meisten Fällen beim Menschen keine Erkrankungen auslöst. Der Unsicherheit, ob die mit Erkrankungen in Zusammenhang stehenden klinischen Isolate tatsächlich auf diese Spezies zurückzuführen sind, wurde in der Biostoffverordnung mit Zuordnung zu der Risikogruppe 2 Rechnung getragen. In der medizinischen Literatur wird berichtet, dass es durch Streptococcus equinus (meist als S. bovis bezeichnet) in seltenen Fällen zum Auftreten von Septikämien (Blutvergiftungen), Meningitis (Hirnhautentzündung), Wundinfektionen oder Endokarditis kommen kann. Ebenfalls wird diskutiert, dass Infektionen des Darms mit S. equinus (meist als S. bovis bezeichnet) ein Risikofaktor für die Entstehung von Darmkrebs sind. Die genaue Pathophysiologie der Krebsentstehung durch Infektion mit S. equinus ist bisher aber nicht bekannt. Außerdem wird darauf hingewiesen, dass die veränderte Systematik in der klinischen Praxis kaum Beachtung findet und davon auszugehen ist, dass vielmehr S. gallolyticus mit Darmkrebs assoziiert ist.
Eine antibiotische Therapie von Infektionen mit Streptococcus bovis erfolgt mit Penicillin, alternativ auch mit Ceftriaxon oder Cefotaxim.

### Veterinärmedizin
Von veterinärmedizinischer Bedeutung ist Streptococcus equinus (meist als S. bovis bezeichnet) als ein Krankheitserreger bei der Mastitis der Rinder.